# Terrebonne Parish
Das Terrebonne Parish (französisch Paroisse de Terrebonne) ist ein Parish im Bundesstaat Louisiana der Vereinigten Staaten. Im Jahr 2020 hatte das Parish 109.580 Einwohner und eine Bevölkerungsdichte von 33,7 Einwohner pro Quadratkilometer. Der Verwaltungssitz (Parish Seat) ist Houma.

## Geographie
Das Parish liegt im Südosten von Louisiana, grenzt im Süden an den Golf von Mexiko und hat eine Fläche von 5387 Quadratkilometern, wovon 2137 Quadratkilometer Wasserfläche sind. Es grenzt an folgende Parishes:
| St. Mary Parish | Assumption Parish | Lafourche Parish |
|                 |                   |                  |
|                 |                   |                  |

## Geschichte
Das Terrebonne Parish wurde 1822 aus Teilen des Lafourche Parish gebildet. Die Bezeichnung Terrebonne kommt aus dem Französischen und bedeutet so viel wie Gutes Land.
17 Bauwerke und Stätten des Parish sind im National Register of Historic Places eingetragen (Stand 10. November 2017).

## Demografische Daten

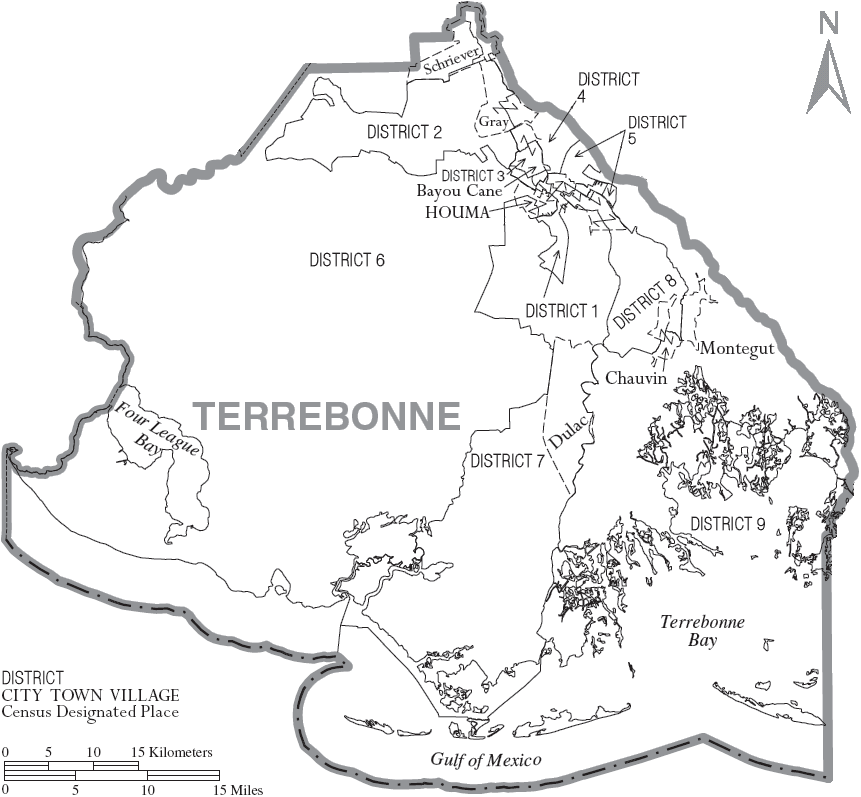
Karte des Terrebonne Parishes

Nach der Volkszählung im Jahr 2000 lebten im Terrebonne Parish 104.503 Menschen in 35.997 Haushalten und 27.393 Familien. Die Bevölkerungsdichte betrug 32 Einwohner pro Quadratkilometer. Ethnisch betrachtet setzte sich die Bevölkerung zusammen aus 74,07 Prozent Weißen, 17,79 Prozent Afroamerikanern, 5,29 Prozent amerikanischen Ureinwohnern, 0,81 Prozent Asiaten, 0,02 Prozent Bewohnern aus dem pazifischen Inselraum und 0,54 Prozent aus anderen ethnischen Gruppen; 1,48 Prozent stammten von zwei oder mehr Ethnien ab. 1,56 Prozent der Bevölkerung waren spanischer oder lateinamerikanischer Abstammung, die verschiedenen der genannten Gruppen angehörten.
Von den 35.997 Haushalten hatten 39,2 Prozent Kinder und Jugendliche unter 18 Jahre, die bei ihnen lebten. 57,0 Prozent waren verheiratete, zusammenlebende Paare, 14,1 Prozent waren allein erziehende Mütter, 23,9 Prozent waren keine Familien, 19,3 Prozent waren Singlehaushalte und in 7,3 Prozent lebten Menschen im Alter von 65 Jahren oder darüber. Die Durchschnittshaushaltsgröße betrug 2,86 und die durchschnittliche Familiengröße lag bei 3,29 Personen.
Auf das gesamte Parish bezogen setzte sich die Bevölkerung zusammen aus 29,2 Prozent Einwohnern unter 18 Jahren, 10,1 Prozent zwischen 18 und 24 Jahren, 29,8 Prozent zwischen 25 und 44 Jahren, 21,1 Prozent zwischen 45 und 64 Jahren und 9,7 Prozent waren 65 Jahre alt oder darüber. Das Durchschnittsalter betrug 33 Jahre. Auf 100 weibliche kamen statistisch 96,6 männliche Personen. Auf 100 Frauen im Alter von 18 Jahren oder darüber kamen 94,1 Männer.
Das jährliche Durchschnittseinkommen eines Haushalts betrug 35.235 USD, das Durchschnittseinkommen der Familien betrug 39.912 USD. Männer hatten ein Durchschnittseinkommen von 34.869 USD, Frauen 20.705 USD. Das Prokopfeinkommen betrug 16.051 USD. 15,8 Prozent der Familien 19,1 Prozent der Bevölkerung lebten unterhalb der Armutsgrenze. Davon waren 25,9 Prozent Kinder oder Jugendliche unter 18 Jahre und 17,6 Prozent waren Menschen über 65 Jahre.

## Orte im Parish
- Allemand
- Ardoyne
- Argyle
- Ashland
- Bayou Cane
- Bourg
- Broadmoor
- Bull Run
- Central
- Chacahoula
- Chauvin
- Cocodrie
- Crescent
- Crozier
- Cypress Gardens
- Donner
- Dulac
- Edward Daigle
- Ellendale
- Ellsworth
- Fairlane
- Gibson
- Gray
- Greenwood
- Highland Park
- Hollywood
- Houma
- Humphreys
- Idlewild
- Johnson Ridge
- Klondyke
- Lapeyrouse
- Lazy Acres
- Magnolia
- Magnolia Plantation
- Mandalay
- McBride
- Minerva Plantation
- Montegut
- Mulberry
- Oak Forest
- Oakshire Manor
- Point Barre
- Presquille
- Rebecca Plantation
- Sarah Plantation
- Schriever
- Southdown
- Theriot
- Waterproof
- Woodlawn